# 罗纳德·尼霍姆
罗纳德·悉尼·尼霍姆爵士（Sir Ronald Sydney Nyholm，1917年1月29日—1971年12月4日）是一位澳大利亚化学家，价层电子对互斥理论的主要创建者之一，1950年代和1960年代无机化学领域的领军人物。